# Renska zveza
Renska zveza (nemško Rheinbund), (francosko Confédération du Rhin) je bila velika, nestabilna država, ki je ležala na obeh bregovih Rena. Nastala je po razpadu Svetega rimskega cesarstva leta 1806, kar je storil Napoleon po predaji zadnjih nemških (svetorimskih) provinc Avstrije in Prusije, ki pa nista bili vključeni v zvezo. Razpadla je leta 1813 po bitki pri Leipzigu.

## Bitka pri Leipzigu
Bitka pri Leipzigu ali Bitka narodov se je zgodila 4. novembra pri Leipzigu. Nemške sile so sodelovale na obeh straneh kot pruska vojska in kot del francoske vojske. V bitki je sodelovalo okrog 500.000 vojakov. Končala se je z veliko zmago šeste Koalicije. S tem se je francoska vojska umaknila, Renska zveza pa propadla.